# Netrosoma rubricorne
Netrosoma rubricorne är en insektsart som beskrevs av Roberts 1947. Netrosoma rubricorne ingår i släktet Netrosoma och familjen gräshoppor. Inga underarter finns listade i Catalogue of Life.